# Bevinhalli, Koppal
Bevinhalli là một làng thuộc tehsil Koppal, huyện Koppal, bang Karnataka, Ấn Độ.